# Mona Nørgaard
Mona Nørgaard, född den 23 februari 1948, dansk orienterare som blev världsmästarinna individuellt 1974.